# Balkanliga
De Balkanliga was een alliantie tussen een aantal christelijke staten op de Balkan. De alliantie werd gevormd op 13 maart 1912 en zou de basis vormen voor de samenwerking van de leden in de Eerste Balkanoorlog. Deze leden waren Servië, Bulgarije, Griekenland en Montenegro.

## Achtergrond
Het initiatief voor het vormen van de Balkanliga lag bij Rusland. Dit land wilde door samenwerking tussen de Slavische landen op de Balkan te stimuleren de macht van Oostenrijk-Hongarije en het Ottomaanse Rijk inperken. Andere redenen tot samenwerking waren: de annexatie van Bosnië-Herzegovina door Oostenrijk-Hongarije in 1908 en de Albanese opstand van 1911. Deze laatste twee redenen waren vooral voor Servië van belang, doordat beide gebeurtenissen de expansiemogelijkheden van Servië inperkten.

## Vorming van de liga
De basis van de Balkanliga ligt bij de alliantievorming tussen Servië en Bulgarije, die op 13 maart 1912 werd gerealiseerd. Bulgarije sloot vervolgens ook een alliantie met Griekenland, terwijl Servië Montenegro bij de alliantie betrok. Hiermee was de liga compleet. Alhoewel oorlog met Oostenrijk-Hongarije in eerste instantie werd overwogen, was de stabiliteit van het Ottomaanse Rijk in Europa dermate instabiel dat de landen van de liga oorlog met het Ottomaanse Rijk een betere optie vonden. Dit zou erin resulteren dat de landen van de Balkanliga allemaal tussen 8 en 17 oktober 1912 oorlog verklaarden op het Ottomaanse Rijk. Hiermee begon de Eerste Balkanoorlog.

## De Eerste Balkanoorlog
Tijdens de Eerste Balkanoorlog streden de leden van de liga succesvol tegen het Ottomaanse rijk. Aan het einde van de oorlog in mei 1913 hadden de landen van de liga alle Europese bezittingen van het Ottomaanse Rijk veroverd, met als uitzonderingen Albanië en delen van Oost-Thracië waaronder Constantinopel. Het veroverde land werd onder de leden van de Liga verdeeld. Hierbij werd Macedonië verdeeld tussen Griekenland, Servië en Bulgarije. De veroverde gebieden van Thracië gingen naar Bulgarije, en de overige gebieden werden verdeeld tussen Servië en Montenegro. 

## Na de oorlog
De samenwerking van de landen van de Balkanliga hield snel op na de Eerste Balkanoorlog. De hoofdreden hiervoor was onenigheid over de verdeling van Macedonië. Bulgarije was ontevreden met het verkregen gebied tijdens de Eerste Balkanoorlog. Dit resulteerde in juni 1913 al in de Tweede Balkanoorlog, waarin Bulgarije de overige leden van de Balkanliga aanviel.